# Le Justicier de New York
Série Un justicier dans la ville
Un justicier dans la ville 2
(1982) Le justicier braque les dealers
(1987)
Pour plus de détails, voir Fiche technique et Distribution.
Le Justicier de New York (Death Wish 3) est un film américain réalisé par Michael Winner et sorti en 1985.
Il s'agit du troisième volet de la saga Un justicier dans la ville. Charles Bronson y reprend son rôle de Paul Kersey. Ce dernier rend visite à l'un de ses amis rencontré pendant la guerre de Corée à New York. Paul y découvre avec horreur le corps de son ami, agressé par une bande de voyous. Paul est arrêté par la police. Le commissaire le reconnaît et se souvient de ses actes de justicier perpétrés 10 ans auparavant. Il se voit alors proposer un marché : en échange de sa libération, il devra nettoyer les rues d'un quartier abritant une bande de voyous ultraviolente terrorisant le voisinage. Paul accepte et reprend les armes une nouvelle fois dans une véritable guérilla qui l'oppose à des voyous beaucoup plus dangereux que ceux qu'il a jadis combattus.

## Synopsis
Quelque temps après les événements de Los Angeles, Paul Kersey revient à New York pour rendre visite à son ami Charley, qu'il avait rencontré lors de la guerre de Corée. Avant son arrivée à East New York, des membres d'un gang attaque Charley dans son appartement et prennent la fuite. Paul arrive trop tard et son ami décède dans ses bras. La police arrive sur les lieux et le suspecte du meurtre. Au commissariat, le chef Richard Striker reconnaît Paul comme le justicier « Mr. Vigilante » et le met en cellule avec Manny Fraker, le chef du gang ayant tué Charley. Après une bagarre entre eux, Manny est relâché et Richard propose à Paul un compromis : la violence ayant augmentée dans le quartier où son ami résidait, Paul pourra reprendre ses activités de Justicier et tuer n'importe quel agresseur. En échange, il devra donner toutes les informations qu'il entendra à propos du gang pour montrer l'efficacité de la police.
Paul accepte et décide d'habiter dans l'appartement de Charley. Il y fait la connaissance des autres résidents : Bennett Cross, un vétéran de la Seconde Guerre mondiale et ami de Charley, Erica et Eli Kaprov, un vieux couple juif et un jeune couple hispanique, Rodriguez et Maria. Tous sont terrifiés par le gang qui n'hésite pas à entrer par effraction pour voler leur bien. Paul renforce la sécurité de l'immeuble et tue deux membres du gang qui tentaient de voler une voiture qu'il utilisait comme appât. Malgré ses diverses actions qui remonte le moral des habitants, Maria est attaqué et violée, avant de mourir de ses blessures à l'hôpital.
Paul achète un nouveau pistolet, conçu pour la chasse, et teste l'arme sur Le Glousseur, voleur à la tire, qu'il appâte avec un appareil photo. À sa mort, le voisinage explose de joie et la police est félicitée à sa place. Paul tue ensuite un autre membre en le précipitant d'un toit. Kathryn Davis, avocate commis d'office, qui avait rencontré Paul en prison et qui ne sait rien du compromis, l'informe qu'elle compte partir de la ville et invite Paul à dîner chez elle. Manny, furieux des actions de Paul, suit leur voiture et profite de son absence pour assommer Kathryn avant de lancer le véhicule en plein milieu de la circulation. Kathryn est tuée sur le coup et Richard place Paul sous protection policière. Manny continue sa vengeance et incendie le garage de Bennett puis attaque l'immeuble avec ses hommes. Bennett sort une mitrailleuse qu'il avait ramené du front mais l'arme s'enraie et Bennett est laissé pour mort. Paul se rend à l'hôpital où Bennett lui apprend où en trouver une autre dans son appartement.
Avec l'aide de Rodriguez, Paul tue de nombreux membres du gang et Manny envoie des renforts. Les habitants du quartier ne tardent pas à se défendre eux-aussi contre les hommes de Manny et bientôt, le tout vire à la guérilla malgré l'intervention de la police. Paul rentre dans l'appartement de Charley pour recharger ses armes mais Manny le suit. Sur le point de le tuer, Richard le blesse avant de comprendre que Manny porte un gilet pare-balles. Richard le distrait et Paul tue Manny en lui tirant dessus avec un lance-roquette. Les derniers membres du gang trouvent les restes de leur chef et s'enfuient. Entendant les sirènes de ses hommes, Richard laisse à Paul le temps de fuir.

## Fiche technique
Sauf indication contraire, les informations mentionnées dans cette section peuvent être confirmées par la base de données cinématographiques IMDb,  présente dans la section « Liens externes ».
- Titre français : Le Justicier de New York
- Titre original : Death Wish 3
- Réalisation : Michael Winner
- Scénario : Don Jakoby, d'après l’œuvre de Brian Garfield
- Musique : Jimmy Page et Mike Moran
- Photographie : John Stanier
- Montage : Michael Winner (crédité Arnold Crust)
- Décors : Peter Mullins
- Costumes : Peggy Farrell
- Effets spéciaux : John Evans
- Production : Yoram Globus, Menahem Golan et Michael J. Kagan

Coproducteur : Michael Winner
- Sociétés de production : Cannon Group et Golan-Globus Productions
- Distribution : Cannon Film Distributors (États-Unis)
- Pays de production :  États-Unis
- Budget : 9 millions de dollars
- Format : Couleurs - 1,85:1 - Mono - 35 mm
- Genre : action, policier, auto-défense
- Durée : 92 minutes
- Dates de sortie :
  - États-Unis : 1er novembre 1985
  - France : 5 mars 1986
- Film interdit aux moins de 16 ans lors de sa sortie en France
- Affiche : Jean Mascii (France)

## Distribution
- Charles Bronson (VF : Edmond Bernard) : Paul Kersey
- Deborah Raffin (VF : Béatrice Delfe) : Kathryn Davis
- Ed Lauter (VF : Sady Rebbot) : le chef de la police Richard S. Shriker
- Martin Balsam (VF : Jacques Dynam) : Bennett Cross
- Gavan O'Herlihy : Manny Fraker
- Joe Gonzalez : Rodriguez
- Kirk Taylor (VF : Vincent Ropion) : Giggler
- Alex Winter : Hermosa
- Leo Kharibian (VF : Philippe Dumat) : Eli Kaprov
- Hana Maria Pravda : Erica Kaprov
- Tony Spiridakis : Angel
- Ricco Ross (VF : José Luccioni) : le Cubain
- John Gabriel (VF : Roger Lumont) : Emil
- Mildred Shay : Martha
- Marina Sirtis : Maria
- Manning Redwood (VF : Roger Lumont) : le capitaine Sterns
- Tony Britts : Tulio
- David Crean (VF : José Luccioni) : Hector
- Nelson Fernandez : Chaco
- Topo Grajeda : Garcia

## Production

### Genèse et développement
Après le deuxième film, Cannon Group veut continuer de surfer sur le succès de la franchise.
Michael Winner réalise ce troisième film, après avoir mis en scènes les deux précédents volets. Initiée en 1972 avec Les Collines de la terreur et poursuivie avec Le Flingueur ou Le Cercle noir, Le Justicier de New York est sa sixième et dernière collaboration avec Charles Bronson.
Alors que le titre original du second film était Death Wish III, Cannon Group a préféré nommer ce film Death Wish 3, après avoir commandé une étude montrant que beaucoup d'Américains ne comprenaient pas les chiffres romains.

### Tournage
Le tournage a eu lieu à Londres (St Thomas' Hospital, Brixton) et New York (Brooklyn, Manhattan, ...).

## Bande originale
La musique est signée Jimmy Page et Mike Moran. La plupart des morceaux de Jimmy Page sont en réalité des compositions issues de Un justicier dans la ville 2.

## Accueil

### Box office
- États-Unis : 16 116 878 dollars[4]
- France : 740 443 entrées[5]

## Autour du film
- Le pistolet utilisé par Paul Kersey (l'arme personnelle de C. Bronson) est un Wildey calibre .475 Wildey Magnum (12 mm). Conçu au départ pour la chasse. Lors de la sortie du film le fabricant était proche de la fermeture. Mais l'engouement créé par le film a sauvé Wildey de la faillite. À chaque rediffusion aux États-Unis, la firme observe une explosion de ses ventes[réf. nécessaire].
- Un jeu vidéo basé sur le film est sorti sur ZX Spectrum en 1987.

## Saga du justicier
- 1974 : Un justicier dans la ville (Death Wish) de Michael Winner
- 1982 : Un justicier dans la ville 2 (Death Wish II) de Michael Winner
- 1985 : Le Justicier de New York (Death Wish 3) de Michael Winner
- 1987 : Le justicier braque les dealers (Death Wish 4: The Crackdown) de J. Lee Thompson
- 1994 : Le Justicier : L'Ultime Combat (Death Wish V: The Face of Death) d'Allan A. Goldstein
- 2018 : Death Wish d'Eli Roth

## DVD
Une édition française a vu le jour chez un seul et unique éditeur :
- Le film est sorti en DVD Keep Case le 6 septembre 2005 chez Fox Pathé Europa au ratio 1.85:1 panoramique 16/9 avec audio Français, Anglais, Allemand et Espagnol 2.0 Mono Stéréo. Les sous-titres présents sont en Anglais, Français, Allemands, Espagnols, Néerlandais, Suédois, Finlandais, Norvégiens, Danois et Grecques. Pas de suppléments inclus. Il s'agit d'un disque Zoné 2 Pal [6].